# Batara de Bernard
Thamnophilus bernardi
Espèce
Statut de conservation UICN

 LC  : Préoccupation mineure
Le Batara de Bernard (Thamnophilus bernardi) est une espèce d'oiseau de la famille des Thamnophilidae.
Son nom est dédié à Bernard Saint-Jours (1844-1938).

## Répartition et sous-espèces
Selon la classification de référence du Congrès ornithologique international (15.1, 2025) :
- T. b. bernardi Lesson, R, 1844 – ouest de l'Équateur et nord-ouest du Pérou ;
- T. b. shumbae (Carriker, 1934) – centre-nord du Pérou.